# Geneviève Page
Geneviève Page (* 13. Dezember 1927 als Geneviève Anne Marguerite Bonjean in Paris; † 14. Februar 2025 ebenda) war eine französische Schauspielerin. 

## Leben und Karriere
Page war die Tochter von Germaine-Catherine Lipmann und von Jacques Paul Bonjean (1899–1990), einem französischen Kunsthändler. Sie war die Patentochter von Christian Dior, mit dem sie auch als Erwachsene befreundet war und dessen Mode sie häufig öffentlich trug. Page sammelte erste Schauspielerfahrungen am Théâtre National Populaire und studierte Schauspiel am Conservatoire national supérieur d’art dramatique.
Ihr Filmdebüt gab sie im Jahr 1950. Ihren Bekanntheitsgrad erhöhte sie 1952 mit ihrer Darstellung der Madame de Pompadour in dem historischen Abenteuerfilm Fanfan, der Husar an der Seite von Gérard Philipe und Gina Lollobrigida. Daraufhin folgten regelmäßig Hauptrollen im französischen Kino; ab Mitte der 1950er-Jahre übernahm sie auch häufiger größere Rollen in britischen, amerikanischen und italienischen Filmen. So hatte sie ihre erste englischsprachige Rolle 1956 als Filmpartnerin von Robert Mitchum in dem Kriminalfilm Die fünfte Kolonne, auch war sie im selben Jahr als Filmpartnerin von Curd Jürgens in der französisch-italienisch-jugoslawischen Produktion Der Kurier des Zaren zu sehen. In der Regel spielte Page sehr elegante und mitunter aristokratische Frauenfiguren, die aber auch schnell kühl oder undurchsichtig sein konnten. So agierte sie 1960 neben Dirk Bogarde und Capucine als Comtesse Marie d’Agoult in dem historischen Liebesdrama Nur wenige sind auserwählt, und im folgenden Jahr verkörperte sie die hinterlistige Prinzessin Urraca in Anthony Manns starbesetztem Historienfilm El Cid neben Charlton Heston und Sophia Loren.
Page wirkte mitunter an Fernsehproduktionen mit, so 1966 an der Serie Die Männer von Saint Malo. Ebenfalls 1966 hatte sie eine Nebenrolle in dem Rennfahrerfilm Grand Prix. Zu Pages bekanntesten Rollen zählt die Besitzerin eines hochklassigen Bordells in dem Filmklassiker Belle de Jour – Schöne des Tages von Luis Buñuel aus dem Jahr 1967, in dem sie an der Seite von Catherine Deneuve auftrat. Im nachfolgenden Jahr spielte sie in dem Historiendrama Mayerling in der Rolle der Marie Louise von Larisch-Wallersee an der Seite von Omar Sharif sowie erneut neben Deneuve. 1970 verkörperte sie die attraktive, aber berechnende Spionin Ilse von Hofmansthal in Billy Wilders Krimikomödie Das Privatleben des Sherlock Holmes. Ab den 1970er-Jahren war Page deutlich seltener auf der Kinoleinwand zu sehen, wirkte aber noch an der Krimikomödie Den Mörder trifft man am Buffet (1979) neben Gérard Depardieu und an Robert Altmans Komödie Therapie zwecklos (1987) mit.

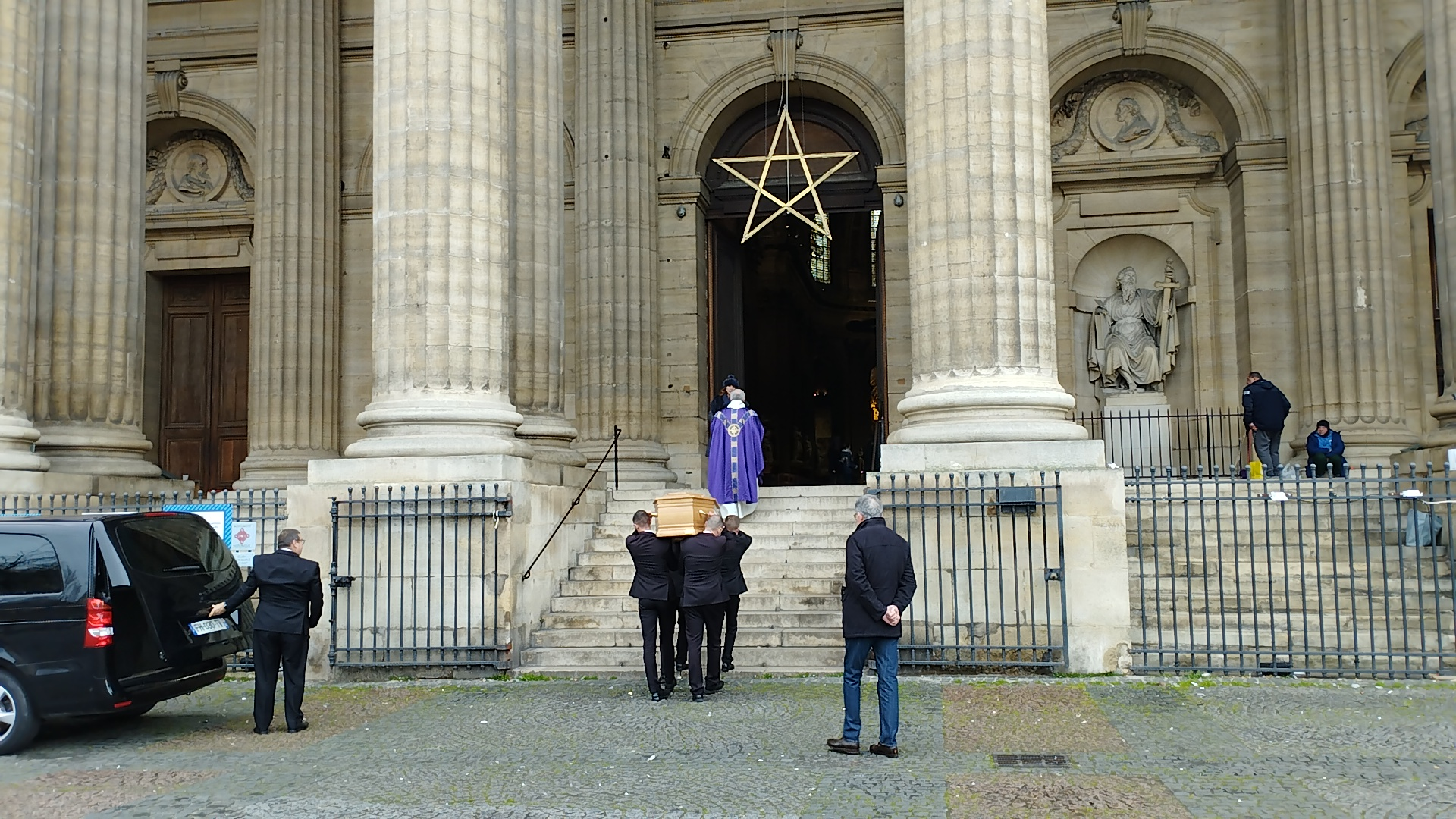
Beerdigung in der Saint-Sulpice am 20. Februar 2025

In der Spätphase ihrer Karriere war sie wieder vermehrt am Theater sowie in französischen Fernsehproduktionen aktiv. Insgesamt umfasst ihr filmisches Schaffen zwischen den Jahren 1950 und 2003 mehr als 50 Film- und Fernsehproduktionen. Im Laufe ihrer Karriere erhielt sie keine großen Auszeichnungen, war aber 1962 als Vielversprechendster Neuer Star für den Golden Laurel und 1969 für Belle de Jour bei den National Society of Film Critics Awards als Beste Nebendarstellerin nominiert.
Sie war von 1959 bis zu dessen Tod 2011 mit Jean-Claude Bujard verheiratet und hatte zwei Kinder. Im Jahr 2013 wurde sie zum Mitglied der Ehrenlegion ernannt. Am 14. Februar 2025 starb Geneviève Page im Alter von 97 Jahren.

## Filmografie (Auswahl)
- 1950: Kein Mitleid mit Frauen? (Pas de pitié pour les femmes)
- 1952: Fanfan, der Husar (Fanfan la Tulipe)
- 1953: Der geheimnisvolle Brief (Lettre ouverte)
- 1954: Eine wunderbare Liebe (L’Étrange Désir de monsieur Bard)
- 1956: Die fünfte Kolonne (Foreign Intrigue)
- 1956: The Silken Affair
- 1956: Der Kurier des Zaren (Michel Strogoff)
- 1957: Alchimie der Liebe (Amour de poche)
- 1957: Brennpunkt Tanger (Agguato a Tangeri)
- 1960: Nur wenige sind auserwählt (Song Without End)
- 1961: El Cid
- 1963: Nacht der Erfüllung (Le Jour et l’Heure)
- 1963: Geheimagent S. schlägt zu (L’Honorable Stanislas, agent secret)
- 1964: Ein Mann kam nach New York (Youngblood Hawke)
- 1965: Sie werden lästig, mein Herr (Le Majordome)
- 1965: Drei Zimmer in Manhattan (Trois Chambres à Manhattan)
- 1966: Der Schlaufuchs (Tendre Voyou)
- 1966: Die Männer von Saint Malo (Les corsaires, Fernsehserie)
- 1966: Grand Prix
- 1967: Belle de Jour – Schöne des Tages (Belle de jour)
- 1968: Decline and Fall... of a Birdwatcher
- 1968: Mayerling
- 1969: A Talent for Loving
- 1970: Das Privatleben des Sherlock Holmes (The Private Life of Sherlock Holmes)
- 1971: Bruder Carl (Brother Carl)
- 1973: Dezember (Decembre)
- 1979: Den Mörder trifft man am Buffet (Buffet froid)
- 1983: Das Auge (Mortelle Randonnée)
- 1987: Therapie zwecklos (Beyond Therapy)
- 1987: Aria
- 1989: Dunkle Leidenschaft (Les bois noirs)
- 1992: Das unheimliche Haus (L’inconnu dans la maison)
- 1999: Lovers – Reine Liebe (Lovers)
- 2000: Die späte Wahrheit (Mémoires en fuite, Fernsehfilm)
- 2003: Don’t worry, be happy (Rien que du bonheur)